# Chelou
Chelou è un singolo della cantante francese Eva, pubblicato il 10 luglio 2020.

## Video musicale
Il video è stato reso disponibile in concomitanza con la pubblicazione del brano.

## Tracce
Testi e musiche di Eva, DJ Erise, Latimer, Leo e Stan Bridge.
1. Chelou – 2:42

## Formazione
- Eva – voce
- DJ Erise – produzione
- Leo – produzione
- Latimer – produzione
- Stan Bridge – produzione

## Classifiche
| Classifica (2020) | Posizione massima |
| ----------------- | ----------------- |
| Belgio (Vallonia) | 78                |
| Francia           | 34                |